# Chimica supramolecolare

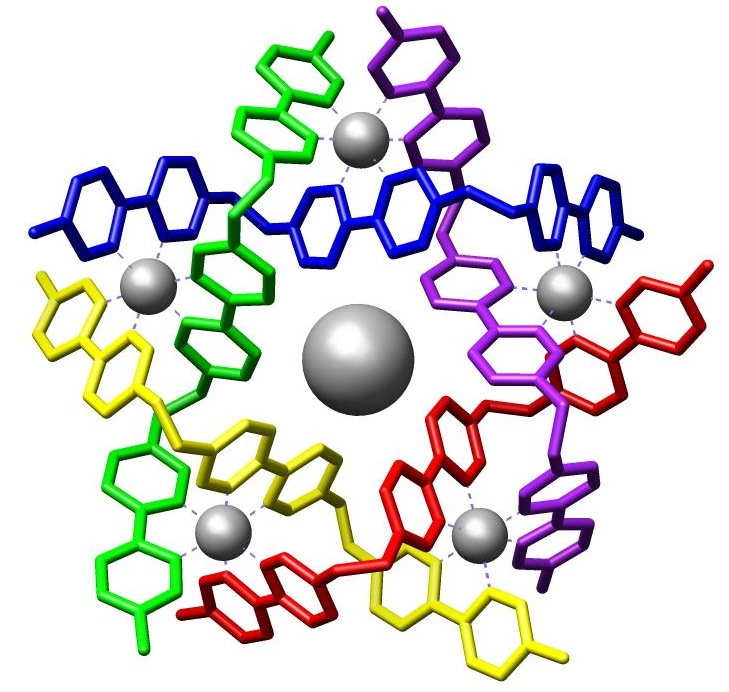
Esempio di assemblaggio supramolecolare riportato da Jean-Marie Lehn.

La chimica supramolecolare è una branca interdisciplinare, organizzatasi 
sistematicamente e razionalmente verso la fine degli anni sessanta, che riprendendo princìpi e concetti della chimica moderna rappresenta oggigiorno un campo di ricerca in forte espansione.
L'attuale definizione largamente accettata di chimica supramolecolare risale a Jean-Marie Lehn (1978) ed è la seguente:
(Jean-Marie Lehn)
Questa disciplina, volendone esemplificare gli scopi di studio, tende a focalizzarsi sui sistemi multimolecolari, cioè costituiti da più molecole interagenti tra loro. Importanza basilare assumono i calcoli di chimica teorica per la progettazione di nuovi composti e l'ausilio della meccanica molecolare per la determinazione della struttura spaziale tridimensionale. La chimica supramolecolare è una componente fondamentale delle nanotecnologie.

## Introduzione
Le forze responsabili dell'organizzazione spaziale possono variare da deboli (forze intermolecolari, elettrostatiche o legami idrogeno) a forti (legame covalente), a condizione che il grado di accoppiamento elettronico tra il componente molecolare rimanga piccolo rispetto ai parametri energetici del componente. Mentre la chimica tradizionale si concentra sul legame covalente, la chimica supramolecolare esamina le interazioni non covalenti più deboli e reversibili tra le molecole. Queste forze deboli sono date da legami idrogeno, coordinazione del metallo, le forze idrofobiche, forze di van der Waals e effetti elettrostatici. Concetti importanti che sono stati dimostrati dalla chimica supramolecolare includono autoassemblaggio molecolare, piegatura, riconoscimento molecolare, chimica ospite/ospitante, architetture molecolari meccanicamente interconnesse e la chimica covalente dinamica. Lo studio delle interazioni non covalenti è cruciale per comprendere molti processi biologici dalla struttura cellulare che si basa su queste forze. I sistemi biologici sono spesso fonte di ispirazione per la ricerca supramolecolare.

## Storia
L'esistenza di forze intermolecolari è stata postulata da Johannes Diderik van der Waals nel 1873. Tuttavia, il premio Nobel Hermann Emil Fischer ha sviluppato le basi teoriche della chimica supramolecolare. Fischer ha suggerito che le interazioni enzima-substrato prendono la forma di una "chiave" con la sua serratura. I principi fondamentali di riconoscimento molecolare e chimica ospite/ospitante. All'inizio del XX secolo i legami non covalenti sono stati compresi in dettaglio, ad esempio il legame idrogeno viene descritto da Latimer e Rodebush nel 1920.
L'uso di questi principi ha portato a una maggiore comprensione della struttura delle proteine e altri processi biologici. Per esempio, la svolta importante ha permesso la spiegazione della struttura a doppia elica del DNA si è verificato quando si è capito che ci sono due filamenti separati di nucleotidi collegati attraverso legami idrogeno. L'utilizzo di legami non covalenti è essenziale per la replicazione perché permettono i fili da separare e utilizzati al modello nuovo DNA a doppio filamento. Contemporaneamente, i chimici cominciarono a riconoscere e studiare strutture sintetiche basate sulle interazioni non covalenti, come micelle e microemulsioni.
Alla fine i chimici sono stati in grado di prendere questi concetti e di applicarli ai sistemi di sintesi. La svolta è arrivata nel 1960 con la sintesi degli eteri corona da Charles J. Pedersen. A seguito di questo lavoro, altri ricercatori come Donald J. Cram, Jean-Marie Lehn e Fritz Vögtle divennero attivi nella sintesi di recettori ione-selettivi o forma-selettivi.  Per tutto il 1980 la ricerca nel settore è esplosa ad un ritmo rapido con concetti come strutture molecolari che si inibiscono meccanicamente .
L'importanza della chimica supramolecolare è stato riconosciuta con il premio Nobel 1987 per la Chimica che è stato assegnato a Donald J. Cram, Jean-Marie Lehn e Charles J. Pedersen a riconoscimento del loro lavoro in questo settore.
Nel 1990 la chimica supramolecolare è diventata ancora più sofisticato con ricercatori come James Fraser Stoddart che sviluppa una macchina molecolare e strutture auto-assemblanti ad alta complessità e Itamar Willner sviluppa sensori e metodi di interfaccia elettronica e biologica. Durante questo periodo, i concetti elettrochimici e fotochimici si integrano nei sistemi supramolecolari al fine di aumentare la funzionalità. Una scienza emergente come la nanotecnologia ha avuto una forte influenza sull'argomento per la produzione di fullereni, nanoparticelle e dendrimeri che sono coinvolti nei sistemi di produzione sintetici.

## Fattori che influenzano la chimica supramolecolare

### Termodinamica
La chimica supramolecolare si basa sulle interazioni deboli e sul controllo dei processi coinvolti. In particolare i legami non covalenti hanno basse energie e non hanno energia di attivazione per la propria formazione. Come dimostrato dalla equazione di Arrhenius questo significa che, a differenza del legame covalente l'energia di formazione del legame non aumenta a temperature più elevate. Infatti l'equazione di equilibrio chimico mostra che bassi livelli di energia di legame spostano l'equilibrio di reazione verso la rottura dei complessi supramolecolari a temperature più elevate. Tuttavia, le basse temperature possono essere problematiche per i processi supramolecolari. La chimica supramolecolare può richiedere alle molecole di riarrangiarsi in conformazioni termodinamicamente non favorevoli (ad esempio durante la sintesi di rotaxani). La natura dinamica della chimica supramolecolare è utilizzata in molti sistemi (ad esempio nella meccanica molecolare) e un sistema di raffreddamento progettato ad hoc è utilizzato per rallentare questo tipo di processi.

### Ambiente
L'ambiente molecolare intorno a un sistema supramolecolare è di primaria importanza per il funzionamento e stabilità. Molti solventi creano legami idrogeno, l'elettrostatica e le capacità di trasferimento di carica sono quindi in grado di essere coinvolti in equilibri complessi con il sistema. Per questo motivo, la scelta del solvente può essere critica.

## Principi fondamentali
- Concetto di recettore: le molecole non esplicano la loro azione se non sono legate tra loro.
- Principio di riconoscimento molecolare (modello chiave-serratura): nella formazione di un composto supramolecolare la specie ospite deve avere una geometria strutturale complementare a quella del recettore. I composti ospitanti, in relazione alla relazione spaziale ospite-ospitante, si suddividono in cavitandi o clatrandi. I cavitandi sono caratterizzati dall'avere una cavità intramolecolare che, essendo una caratteristica peculiare, si ritrova sia allo stato solido che in soluzione. I clatrandi possiedono invece cavità extramolecolari generate da uno spazio tra due o più molecole ospitanti e pertanto tali cavità possono esistere solamente allo stato solido cristallino. Un'ulteriore suddivisione è dovuta alle forze che interagiscono tra ospite ed ospitanti: se l'aggregato si regge su forze elettrostatiche (legame idrogeno, ione-dipolo, dipolo-dipolo ecc.) si ha un complesso mentre se entrano in gioco forze meno specifiche e di minore entità (interazioni idrofobiche, forze di van der Waals, di Heitler-London, impacchettamento cristallino ecc.) si parla di cavitato e clatrato.
- Teoria della coordinazione: gli ioni metallici vengono coordinati da una sfera di leganti, tramite legame di coordinazione, come effetto che la selettività del legame implica attrazione o mutua affinità chimica ospite-ospitante.
- Pre-organizzazione: consiste nel mantenimento della conformazione originaria della molecola ospitante quando lega la specie ospitata. Questo è molto spesso il principale fattore determinante la stabilità del composto supramolecolare.
- Auto-assemblaggio: è l'associazione spontanea di molecole o macromolecole, in determinate condizioni ambientali, che genera una nuova macrostruttura. Un esempio classico è rappresentato dalle micelle lipidiche. In biochimica rappresenta uno dei fenomeni fondamentali per la vita.

## Esempi di composti supramolecolari
Innumerevoli specie e processi possono considerarsi supramolecolari.
In biochimica si pensi solamente alle macromolecole proteiche, agli acidi nucleici, i complessi enzimi-recettori, i sistemi porfirinici quali l'eme, la clorofilla, il citocromo, ecc.
In chimica inorganica si pensi ai clatrati idrati (es. Cl2(H2O)7,25), alla chimica di coordinazione, alle inclusioni in solidi cristallini, ai composti di argon, kripton e xeno ottenuti ad alte pressioni con fenolo e pirocatecolo, ecc.
In chimica organica gli eteri corona complessano cationi metallici, la ciclodestrina dà un cavitato con acido p-idrossibenzoico, clatrati idrati quale (H2O)6 (CH4), composti ottenuti da analoghi dell'urea con n-alcani e tante altre specie.

## Applicazioni
La chimica supramolecolare e i processi di auto-assemblaggio trovano applicazione nello sviluppo di nuovi materiali. È possibile ottenere grandi strutture utilizzando una sintesi bottom-up a partire da molecole più piccole. Questo genere di approccio viene sfruttato dalla nanotecnologia.
Un'altra principale applicazione della chimica supramolecolare consiste nella catalisi, dove le interazioni non covalenti hanno un ruolo importante nel favorire percorsi di reazione a minore energia di attivazione. Inoltre vengono utilizzati sistemi quali le micelle e i dendrimeri per creare dei microambienti di reazione.
La chimica supramolecolare è importante anche per lo sviluppo di nuove terapie farmacologiche basate sulla comprensione delle interazioni col sito di legame del farmaco. In questo campo viene applicata anche per realizzare meccanismi di rilascio mirato dei farmaci.
Le macchine molecolari sono in grado di eseguire funzioni di calcolo su scala molecolare, agendo da dispositivi in grado di trasdurre il segnale in risposta a uno stimolo fotonico, chimico o elettrico. In questo modo si rende possibile l'immagazzinamento e l'elaborazione dei dati.